# CTF (forskningscentrum)
CTF, Centrum för tjänsteforskning vid Karlstads universitet, är ett forskningscentrum med fokus på tjänster och värdeskapande genom tjänster.
CTF bildades 1986, av dåvarande Högskolan i Karlstad. Det består i dag ett 50-tal forskare och forskarstuderande verksamma inom ämnen som företagsekonomi, arbetsvetenskap, datavetenskap, sociologi, religionssociologi och psykologi. 
Forskarna är engagerade i utbildning på grund- och avancerad nivå vid Karlstads universitet, främst inom Handelshögskolan vid Karlstads universitet, och har ett omfattande samarbete med näringsliv och offentliga organisationer. Föreståndare för centrumet är Per Kristensson.
Forskningen är indelad i tre mångdisciplinära forskningsteman som fokuserar på tjänster och värdeskapande genom tjänster. Områden som fokuseras är service management, service innovation, service experience och transformative service research.